# Benedyków
Benedyków (słow. Beňadovo) – wieś (obec) w północnej Słowacji, w powiecie Namiestów, w kraju żylińskim. Pierwsza pisemna wzmianka o miejscowości pochodzi z 1663 roku.